# Vovchok Patera
La Vovchok Patera è una struttura geologica della superficie di Venere.